# 陳明堂
陳明堂（1954年5月3日—）中華民國政治人物、法律學者，東吳大學法學院講座教授，曾任地方檢察署檢察官、主任檢察官，高等法院檢察署檢察官、主任檢察官、國家科學委員會法規會委員及法務部參事、主任秘書、常務次長、法務部代理部長、法務部政務次長等職。

## 經歷概要
陳明堂於法務部任職期間，歷經曾勇夫、羅瑩雪、邱太三及蔡清祥等四位橫跨藍綠執政時期之法務部長，並擔任政務次長一職長達十年，創下法務部紀錄。陳明堂並積極於洗錢防治法、行政程序法、財團法人法、個人資料保護法，及同婚專法等法案之修法、立法。
2024年1月15日，陳明堂請辭法務部政務次長一職獲准，後回任最高檢察署主任檢察官並辦理屆齡退休。同月26日，獲派回任法務部政務次長一職，在其先前請辭獲准二週後即回任原職務，亦為司法界新紀錄。

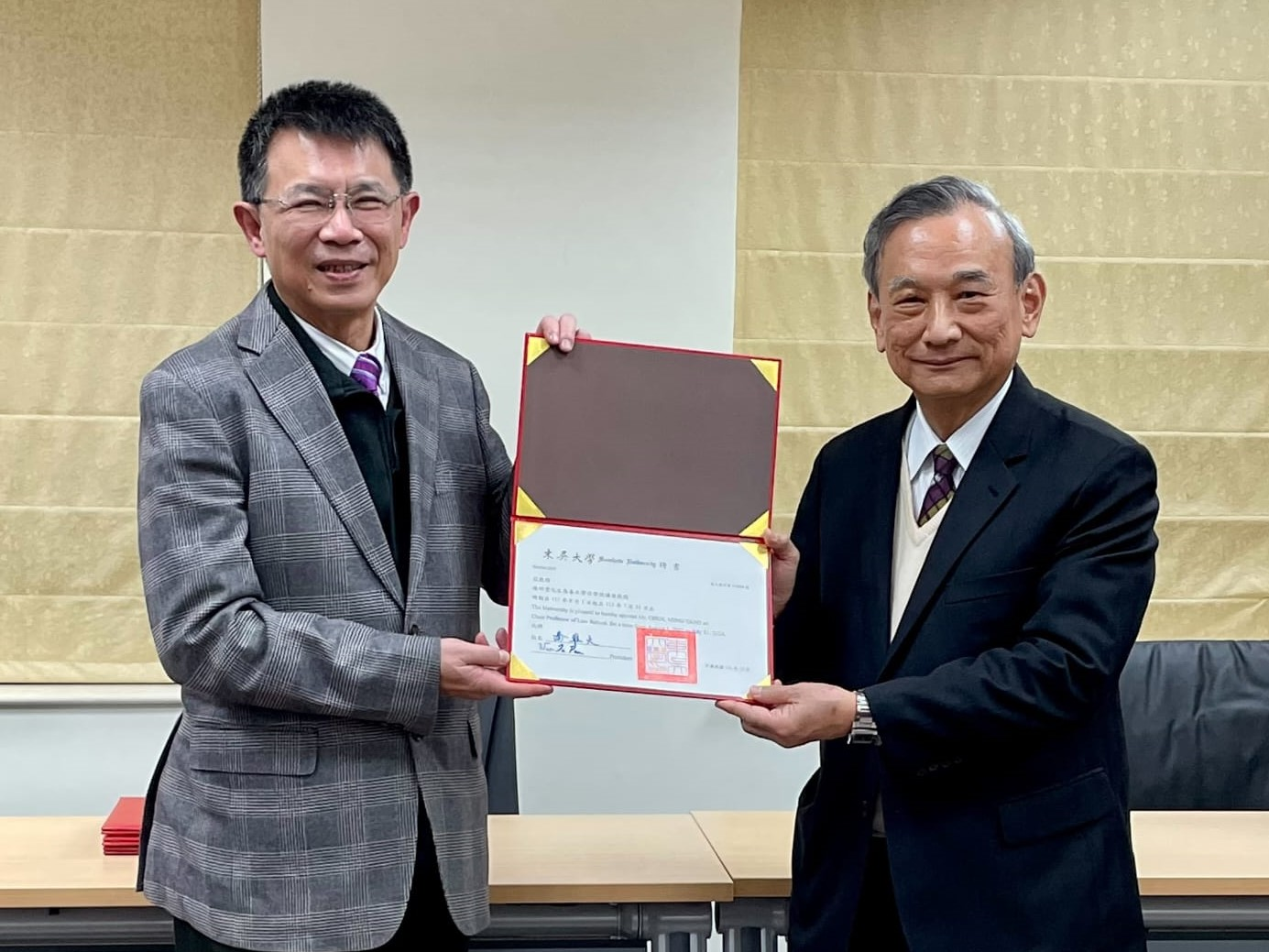
陳明堂獲聘東吳大學法學院講座教授

## 研究領域
國際法、行政法、刑法、刑事訴訟法

## 主要論著
- 法治主義下「限制出境法制化」研討會（引言稿）
- 我國對國際習慣法及公約國際法在內國法生效之法制規範
- 我國對國際習慣法及公約國際法在內國法生效之法制規範
- 國際公約在台灣國內法化之研究－以人權與海洋法制為中心
- 國家執法者執行國際法內國法化之法律制度[10]

## 榮譽
東吳大學第三屆傑出校友、國立臺灣海洋大學106年傑出校友